# Brytande av post- eller telehemlighet
Brytande av post- eller telehemlighet är ett brott som begås om någon utan lov öppnar och läser brev eller telegram eller annat meddelande sänt med post eller telebefordringsföretag. Påföljden för detta brott som betecknas brytande av post- eller telehemlighet är böter eller fängelse i högst två år.

## Fotnoter
1. ↑  https://lagen.nu/1962:700#K4P8